# Suecia en los Juegos Olímpicos de Sídney 2000
Suecia estuvo representada en los Juegos Olímpicos de Sídney 2000 por un total de 150 deportistas que compitieron en 22 deportes.  
La portadora de la bandera en la ceremonia de apertura fue la piragüista Anna Olsson.

## Medallistas
El equipo olímpico sueco obtuvo las siguientes medallas:
| Nombre                                                                 | Deporte            | Competición       |
| ---------------------------------------------------------------------- | ------------------ | ----------------- |
| Oro                                                                    |                    |                   |
| Mikael Ljungberg                                                       | Lucha grecorromana | 97 kg M           |
| Lars Frölander                                                         | Natación           | 100 m mariposa M  |
| Jonas Edman                                                            | Tiro               | Rifle 50 m M      |
| Pia Hansen                                                             | Tiro               | Doble foso F      |
| Plata                                                                  |                    |                   |
| Equipo                                                                 | Balonmano          | Torneo M          |
| Therese Alshammar                                                      | Natación           | 50 m libre F      |
| Therese Alshammar                                                      | Natación           | 100 m libre F     |
| Henrik Nilsson Markus Oscarsson                                        | Piragüismo         | K2 1000 m M       |
| Jan-Ove Waldner                                                        | Tenis de mesa      | Individual M      |
| Bronce                                                                 |                    |                   |
| Kajsa Bergqvist                                                        | Atletismo          | Salto de altura F |
| Louise Jöhncke Therese Alshammar Johanna Sjöberg Anna-Karin Kammerling | Natación           | 4 × 100 m libre F |
| Fredrik Lööf                                                           | Vela               | Finn M            |